# Endtroducing...
Endtroducing..... é o álbum de estréia de DJ Shadow. Foi primeiramente lançado pela Mo' Wax Records e posteriormente relançado com um CD bônus incluindo remixes e lados B em 7 de Junho de 2005 pela Island Records. Foi o primeiro álbum criado inteiramente usando samples de outros discos.

## Faixas do CD
1. "Best Foot Forward" – 0:47
2. "Building Steam With a Grain of Salt" – 6:39
3. "The Number Song" – 4:34
4. "Changeling" – 7:16
  - "Transmission 1" - 0:35
5. "What Does Your Soul Look Like (Part 4)" – 5:02
6. " " – 0:25
7. "Stem/Long Stem" – 7:47
  - "Transmission 2" - 1:29
8. "Mutual Slump" – 4:00
9. "Organ Donor" – 1:57
10. "Why Hip Hop Sucks in '96" – 0:44
11. "Midnight in a Perfect World" – 4:58
12. "Napalm Brain/Scatter Brain" – 9:21
13. "What Does Your Soul Look Like (Part 1 - Blue Sky Revisit)" – 6:17
  - "Transmission 3" - 1:11

### Deluxe edition - disco bônus
1. "Best Foot Forward (Alternate Version)" - 1:16
2. "Building Steam With a Grain of Salt (Alternate Take Without Overdubs)" - 6:43
3. "Number Song (Cut Chemist Party Mix)" - 5:14
4. "Changeling (Original Demo Excerpt)" - 1:00
5. "Stem (Cops 'N' Robbers Mix)" - 3:48
6. "Soup (Single Version)" - 0:44
7. "Red Bus Needs to Leave" - 2:45
8. "Mutual Slump (Alternate Take Without Overdubs)" - 4:21
9. "Organ Donor (Extended Overhaul)" - 4:29
10. "Why Hip Hop Sucks In '96 (Alternate Take)" - 0:54
11. "Midnight in a Perfect World (Gab Mix)" - 4:55
12. "Napalm Brain (Original Demo Beat)" - 0:35
13. "What Does Your Soul Look Like (Peshay Remix)" - 9:24
14. "Live In Oxford, England Oct. 30 1997" - 12:35

## Samples
A lista a seguir contem alguns dos samples utilizados no álbum Endtroducing:
Best Foot Forward
- "It's My Turn" by Stezo
- "Real Deal" por Lifer's Group
- "He's My DJ" por Sparky Dee
- "Poison" por Kool G. Rap & DJ Polo
- "Dynamite" por Masters of Ceremony
- "Cold Chillin' in the Spot" por Jazzy Jay
- "Do or Die Bed-Stuy" por Divine Sounds
- "Party's Gettin' Rough" por Beastie Boys
- "You Can't Stop the Prophet" por Jeru the Damaja
- "Concerto for Jazz/Rock Orchestra, Part 2" por Stanley Clarke

Building Steam with a Grain of Salt
- "I Worship You" por Lexia
- "I Need You" por H.P. Riot
- "I Feel a New Shadow" por Jeremy Storch
- "Planetary Motivations (Cancer)" por Mort Garson
- "Music Makers: Percussion" por The Chevron/Standard Oil Company of California (1974)

The Number Song
- "Orion" por Metallica
- "Been Had" por Sapo
- "Breakdown" por T La Rock
- "AJ Scratch" por Kurtis Blow
- "Quit Jivin'" por Pearly Queen
- "Baby Don't Cry" por The Third Guitar
- "8 Counts for Rita" por Jimmy Smith
- "Sexy Coffee Pot" por Tony Avalon & The Belairs
- "Back to the Hip-Hop" por The Troubleneck Brothers
- "Bad Luck" por Don Covay & the Lemon Blues Band
- "Can I Kick It (Spirit Remix)" por A Tribe Called Quest
- "Who Got the Number" por Pigmeat Markham & the B.Y.
- "Fantastic Freaks at the Dixie" por DJ Grand Wizard Theodore
- "Corruption is the Thing/Chrystal Illusion" por Creations Unlimited
- "Flash it to the Beat" (Live), e "Freelance" por Grandmaster Flash

Changeling/Transmission 1
- "Soft Shell" por Motherlode
- "Klondyke Netti" por Embryo
- "Invisible Limits" por Tangerine Dream
- "Imagination Flight" por Chaffey College Jazz Ensemble
- "Here Comes the Meterman" por The Meters
- The Dream Message do filme Prince of Darkness
- "Inner Mood I" e "Touching Souls" por Kay Gardner
- "The Man Who Couldn't Cry" por Loudon Wainwright III
- "Imagination Flight" por Chaffey College Jazz Ensemble

What Does Your Soul Look Like, Pt. 4
- "The Vision and the Voice, Part 1 - The Vision" por Flying Island

Untitled (Track 06)
- "Grey Boy" por Human Race

Stem/Long Stem/Transmission 2
- "Love Suite" por Nirvana
- "Tears" por Giorgio Moroder
- "Linde Manor" por Dennis Linde
- "Dolmen Music" por Meredith Monk
- "The Human Abstract" por David Axelrod
- "The Madness Subsides" por Pekka Pohjola
- "Freedom" (spoken word) por Murray Roman
- The Dream Message do filme Prince of Darkness
- "Variazione III. (Tredicesimo Cortile)" por Osanna
- "Blues So Bad" por The Mystic Number National Bank
- "Oleo Strut" por Steve Drews

Mutual Slump
- "Possibly Maybe" por Björk
- "Love, Love, Love" por Pugh Rogefeldt
- "More Than Seven Dwarfs in Penis-Land" por Roger Waters e Ron Geesin

Organ Donor
- "Someone" por Bill & Tim
- "Tears" por Giorgio Moroder
- "PM or Later (Instrumental)" por The New Breed
- "There's a DJ in Your Town" por Samson & Delilah

Midnight in a Perfect World
- "Soul" por S.O.U.L.
- "Outta State" por Akinyele
- "Sower of Seeds" por Baraka
- "Life Could" por Rotary Connection
- "California Soul" por Marlena Shaw
- "The Human Abstract" por David Axelrod
- "The Madness Subsides" por Pekka Pohjola
- "Dolmen Music" & "Gotham Lullaby" por Meredith Monk
- "Releasing Hypnotical Gases" por Organized Konfusion
- "Summer Breeze" por The Isley Brothers

Napalm Brain/Scatter Brain
- "'Pon a Hill" por T. Rex
- "Walk on By" por Joann Garrett
- Diálogo retirado do filme The Aurora Encounter
- "Moment of Truth" por Charles Bernstein
- "A Funky Kind of Thing" por Billy Cobham
- "Let the Homicides Begin" por Top Priority
- "2001: A Space Odyssey" por Daly-Wilson Bigband
- "Soul Brothers Testify" por The Original Soul Senders

What Does Your Soul Look Like, Pt. 1: Blue Sky Revisit
- "All Our Love" por Shawn Phillips
- "Joe Spilivigates" por David Young
- "Nucleus" por Alan Parsons Project
- The Dream Message do filme Prince of Darkness
- "Voice of the Saxophone" por The Heath Brothers
- Voz do "The Giant" retirado do episódio 14 de Twin Peaks